# Felicjan Kępiński
Felicjan Kępiński (Piotrków Trybunalski, 29 aprile 1885 – Varsavia, 8 aprile 1966) è stato un astronomo polacco.
Nel 1905 si iscrisse alla Facoltà di Matematica e Fisica presso l'Università di Varsavia, ma in seguito agli scontri dello stesso anno, si trasferì in Germania, dove si formò presso le Università di Lipsia (1905-1906), Gottinga (1906-1909) e Berlino (1909-1912).
Nel 1913 conseguì il dottorato a Berlino con una tesi in Meccanica celeste, dal titolo: Uber die periodischen Lösungen jupiternaher Planetoiden. Entrò a lavorare quindi quale assistente presso l'Osservatorio di Berlino.
Dopo la prima guerra mondiale, tornò a Varsavia, dove ricevette l'incarico di assistente al Politecnico ed iniziò ad occuparsi di Geodesia. Nel 1925 fondò, presso il Politecnico, un Osservatorio astronomico, di cui fu direttore nel periodo 1925-1955. Nel 1927 divenne professore associato di astronomia; nel 1938 professore ordinario.
Durante la seconda guerra mondiale morì suo figlio e lui perse un occhio negli scontri del 1944. Dopo la guerra, partecipò attivamente alla ricostruzione, raccogliendo i fondi e le attrezzature necessarie a ricostruire le strutture universitarie distrutte, il dipartimento di astronomia pratica e la biblioteca.
Nel corso della sua attività scientifica si è interessato alla Meccanica celeste ed alla Geodesia. In particolare i suoi calcoli hanno permesso il recupero della cometa periodica 22P/Kopff dopo un incontro ravvicinato con Giove, con un errore di soli 3 minuti d'arco tra la posizione stimata della cometa e la posizione in cui è stata trovata.
Il cratere Kepínski sulla Luna è stato così nominato in suo onore nel 1979 dall'Unione Astronomica Internazionale